# Alberto Lopo
Alberto Lopo García (Barcelona, 1980. május 5. –) spanyol labdarúgó. Jelenleg a Deportivo La Coruña hátvédje.

## Fordítás
- Ez a szócikk részben vagy egészben  az   Alberto Lopo című angol Wikipédia-szócikk fordításán alapul.  Az eredeti cikk szerkesztőit annak laptörténete sorolja fel. Ez a jelzés csupán a megfogalmazás eredetét és a szerzői jogokat jelzi, nem szolgál a cikkben szereplő információk forrásmegjelöléseként.